# Armistizio di Leoben
L'armistizio di Leoben, conosciuto anche con il nome di preliminari di Leoben, fu un accordo tra Napoleone Bonaparte e l'Impero asburgico firmato il 17 aprile 1797. Quest'accordo preliminare conteneva numerose clausole segrete che riguardavano, oltre ai territori già occupati dai francesi, anche l'assetto della neutrale Repubblica di Venezia.

## Scenario bellico
Divenute numericamente superiori agli austriaci dopo la cessazione delle ostilità contro lo Stato della Chiesa, sancite nel Trattato di Tolentino, le truppe francesi avevano occupato la fortezza di Peschiera e già avanzate in Veneto e in Friuli, occupando la fortezza di Palmanova, superavano il passo di Tarvisio ed entravano in Carinzia, puntando verso Villaco. Contemporaneamente dal passo del Brennero avanzavano nel Tirolo e nei primi giorni di aprile si congiungevano a Klagenfurt in Carinzia per puntare unite su Vienna. Tuttavia già prima di giungere a Leoben (una cittadina della Stiria a nord di Graz e a 160 km da Vienna) Napoleone si rendeva ben conto che le linee logistiche si erano troppo allungate per continuare l'avanzata e mantenere tutti i territori occupati. Inoltre l'insuccesso delle azioni militari francesi sul Reno impediva una manovra a tenaglia contro l'impero. Napoleone così il 31 marzo propose un armistizio per discutere le linee guida di quello che sarebbe divenuto poi, a Campoformio, un vero trattato di pace. Il 7 aprile le truppe francesi avanzarono fino a Leoben nei cui pressi iniziarono gli abboccamenti.
Sospeso il conflitto con gli imperiali Napoleone si impegnò a sottomettere anche la neutrale Repubblica di Venezia, prevista moneta di scambio dagli accordi di Leoben e anche oltre a quanto in questi previsto.

## Clausole ufficiali e segrete

### Clausole ufficiali
Oltre al retorico preambolo che si augurava una rapida «fine ai mali della guerra» si stabiliva che la Francia avrebbe rispettato l'integrità dei territori imperiali e di quelli ereditari legati ad esso. Veniva fatta salva la cessione del Belgio alla Francia in cambio della quale era prevista una compensazione. Si prevedeva l'abbandono delle province austriache appena conquistate dai francesi e la reciproca restituzione dei prigionieri di guerra.

### Clausole segrete
In primis l'impero doveva cedere anche la Lombardia ma riceveva come compensazione i territori veneti a est dell'Oglio e a nord del Po. Quanto agli altri territori lombardi della Serenissima (ovvero Bergamo e Crema) rimanevano alla Francia e avrebbero dovuto costituire una repubblica indipendente assieme alle altre province lombarde. Alla inconsapevole e neutrale Venezia, a cui rimaneva soltanto la laguna, venivano previste in compensazione la cessione delle legazioni della Romagna, di Ferrara e Bologna, esclusa la fortezza di Castelfranco con un'area di rispetto pari alla gittata dei cannoni ovvero pari alla distanza tra il fortilizio e Modena. L’imperatore avrebbe voluto anche che il suo vassallo il duca di Modena e sua figlia la duchessa di Massa venissero ricollocati in Germania.

### Conseguenze
Il Direttorio, che aveva già promosso le trattative di pace, pur non molto soddisfatto delle clausole punitive per la neutrale Repubblica di Venezia ratificò i preliminari. Il generale Clarke fu incaricato di portare il documento a Napoleone in Lombardia; qui giunse il 12 maggio, quattro giorni prima della firma del trattato di Milano con Venezia. 
I preliminari furono confermati dal trattato di Campoformio, il 17 ottobre 1797, comprendendo però nello scambio la stessa Venezia, e i suoi territori d'oltremare, la cui Repubblica aveva cessato di esistere nel mese di maggio.